# Liste der Monuments historiques in Autry-Issards
Die Liste der Monuments historiques in Autry-Issards führt die Monuments historiques in der französischen Gemeinde Autry-Issards auf.

## Liste der Bauwerke
| Bezeichnung                                 | Beschreibung              | Standort | Kennzeichnung | Schutzstatus | Datum | Bild           |
| ------------------------------------------- | ------------------------- | -------- | ------------- | ------------ | ----- | -------------- |
| Schloss (Foto in der Base Mérimée)          | Erbaut im 15. Jahrhundert | (Lage)   | PA00092976    | Inscrit      | 2001  |                |
| Schloss Plessis (Fotos in der Base Mérimée) | Erbaut im 15. Jahrhundert | (Lage)   | PA00092977    | Inscrit      | 1928  |                |
| Kirche Sainte-Trinité                       | Erbaut im 12. Jahrhundert | (Lage)   | PA00092978    | Classé       | 1927  | weitere Bilder |
| Priorat Saint-Maurice                       |                           | (Lage)   | PA00092979    | Inscrit      | 1933  | weitere Bilder |

## Liste der Objekte
| Bezeichnung                                                  | Beschreibung            | Standort                            | Kennzeichnung | Schutzstatus | Datum | Bild |
| ------------------------------------------------------------ | ----------------------- | ----------------------------------- | ------------- | ------------ | ----- | ---- |
| Gemälde Kreuzabnahme                                         | 16. Jahrhundert         | in der Kirche Sainte-Trinité (Lage) | PM03000016    | Classé       | 1902  |      |
| Glocke (Fotos in der Base Palissy)                           | Bronze, 1694 gegossen   | in der Kirche Sainte-Trinité (Lage) | PM03000019    | Classé       | 1943  |      |
| Skulptur eines segnenden Christus (Foto in der Base Palissy) | Holz, polychrom gefasst | in der Kirche Sainte-Trinité (Lage) | PM03001549    | Inscrit      | 2006  |      |
| Glocke                                                       | Bronze, 1656 gegossen   | in der Kirche Sainte-Trinité (Lage) | PM03000018    | Classé       | 1918  |      |